# Jang Ťing-žen
Jang Ťing-žen (čínsky pchin-jinem Yáng Jìngrén, znaky 楊靜仁; 1918 – 19. října 2001) byl čínský komunistický politik chuejské národnosti, v 60. letech předseda vlády chuejské autonomní oblasti Ning-sia a současně první tajemník ningsiaského oblastního výboru. Později byl místopředsedou celostátního výboru Čínského lidového politického poradního shromáždění (1978–1998), předsedou výboru pro záležitosti národností (1978–1986), místopředsedou vlády (1980–1982) a vedoucím oddělení jednotné fronty ÚV KS Číny (1982–1985).

## Život
Jang Ťing-žen se narodil roku 1918 v Lan-čou v provincii Kan-su, byl chuejské národnosti. V Lan-čou absolvoval střední školu, roku 1936 vstoupil do Komunistické strany Číny. Začátkem 40. let bojoval v řadách komunistických vojsk (náčelník štábu muslimské jezdecké brigády), později se věnoval problémům národnostních menšin v severozápadním byru ÚV KS Číny a ve výboru pro menšiny ve vládě pohraniční oblasti Šen-si-Kan-su-Ning-sia.
Na podzim 1949 se účastnil práce Čínského lidového politického poradního shromáždění. Po vzniku Čínské lidové republiky se zabýval záležitostmi menšin v administrativním výboru severozápadní Číny a v provincii Kan-su, roku 1960 byl jmenován předsedou vlády chuejské autonomní oblasti Ning-sia, současně od roku 1961 vedl ningsiaskou organizaci komunistické strany jako první tajemník ningsiaského oblastního výboru. Začátkem roku 1967 – v rámci čistek kulturní revoluce – byl odvolán z obou funkcí.
Od roku 1968 působil jako člen výboru pro záležitosti národností státní rady (vlády) a vedoucí sekce pro národnosti a náboženství v oddělení jednotné fronty ÚV KS Číny.
V únoru 1978 byl zvolen místopředsedou celostátního výboru Čínského lidového politického poradního shromáždění (ČLPPS), současně od března 1978 vykonával úřad předsedy výboru pro záležitosti národností státní rady (do ledna 1986) a současně se stal zástupcem vedoucího oddělení jednotné fronty ÚV KS Číny. V září 1980 byl jmenován místopředsedou vlády (do května 1982), na starosti měl problémy národnostních menšin.
V dubnu 1982 převzal vedení oddělení jednotné fronty ÚV KS Číny (do listopadu 1985). V červnu 1983 byl zvolen prvním místopředsedou ČLPPS. Prvním místopředsedou zůstal jedno volební období (do dubna 1988), řadovým místopředsedou ČLPPS byl ještě dvě další období, až do března 1998.
Roku 1998 odešel z politiky na penzi. Zemřel 19. října v Pekingu. Pohřben je na Pekingském muslimském hřbitově.